# بابی بوث
بابی بوث (انگلیسی: Bobby Booth؛ زادهٔ ۲۰ دسامبر ۱۸۹۰) بازیکن فوتبال اهل بریتانیا است.
از باشگاه‌هایی که در آن بازی کرده‌است می‌توان به باشگاه فوتبال ساوتند یونایتد، باشگاه فوتبال سوانزی سیتی، باشگاه فوتبال بلکپول، باشگاه فوتبال مرثر تاون، و باشگاه فوتبال بیرمنگام سیتی اشاره کرد.